# Station Hatton
Hatton is een spoorwegstation van National Rail in Hatton, Warwick in Engeland. Het station is eigendom van Network Rail en wordt beheerd door Chiltern Railways. Het station is geopend in 1852.